# 吳孫達
吳孫達（1927年7月20日—1994年3月29日），曾被誤譯作吳敦達，越南共和國外交官，曾任越南共和國駐韓國大使。

## 生平
1927年7月20日，吳孫達出生於法屬印度支那河內市。
1948年於國立雲南大學政治學系取得文學士學位，後遠赴美國深造，1956年在康奈爾大學政治學及亞洲研究學系取得文學碩士學位，1958年擔任大學講師，其後於1963年再取得哲學博士學位，1959-60年任外交部新聞及資訊處處長，1961年任外交部財政事務室主任，1962年任駐澳洲大使館一等秘書，1963年任駐美國大使館一等秘書，1964-66年任駐韓國大使館參贊兼代辦，1966年升任駐韓國大使後繼續擔任至1967年，1967-68年任駐美國副大使。
1994年3月29日，吳孫達在美國馬利蘭州貝塞斯達去世。

## 個人生活
與妻子桑妮雅·黛安·卡特育有兩女一子。